# Brachycephalus toby
Brachycephalus toby es una especie de anfibio anuro de la familia Brachycephalidae.

## Distribución geográfica
Esta especie es endémica del estado de São Paulo en Brasil. Se encuentra a unos 750 m sobre el nivel del mar en Morro do Corcovado en Ubatuba.

## Publicación original
- Haddad, Alves, Clemente-Carvalho & Reis, 2010: A new species of Brachycephalus from the Atlantic Rain Forest in São Paulo State, southeastern Brazil (Amphibia: Anura: Brachycephalidae). Copeia, vol. 2010, n.º 3, p. 410-420.[3]